# Astrolabio de al-Sahlî
El astrolabio de al-Sahlî es una pieza que forma parte del llamado arte islámico, y data de la época de la Taifa de Toledo, una de las taifas de Al-Ándalus que surge de la descomposición del Califato de Córdoba el 22 de julio de 1035 y finaliza con la reconquista cristiana en 1085, en la península ibérica, y que en esa época estaba gobernada por Yahya ibn Ismaíl al-Mamún o Yahya ben Ismael ben Dilnún, también llamado Al-Mamún de Toledo, (* ¿? – Córdoba, 1075). De la dinastía Banu Di-l-Nun, fue rey de la Taifa de Toledo entre 1043 y 1075. La pieza se exhibe en el Museo Arqueológico Nacional (España) en Madrid con el número de inventario 50762.

## Historia
El astrolabio de al-Sahlî, instrumento que permite determinar las posiciones de las estrellas sobre la bóveda celeste, fue creado en la ciudad de Tulaytulah, actual Toledo (España), por el sabio Ibrahim ibn Said al-Sahli en el año 1066, y destaca por la peculiaridad de su funcionamiento, que no se asemeja a los demás astrolabios fabricados en su época. La palabra astrolabio significa etimológicamente "el que busca estrellas" y debe su procedencia al griego ("ἄστρον", estrella y "λάβιον", (del verbo "λαμβάνω": tomar, agarrar).

La taifa de Toledo hacia 1037.

## Características
- Forma: circular.
- Material: latón fundido.

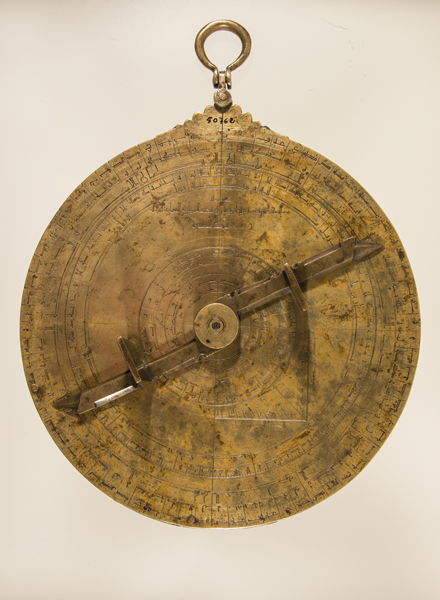
Reverso

- Medidas: diámetro 24,2 cm. y grosor máximo 5 cm.

Contiene inscripciones en caligrafía cúfica que indican la fecha y el lugar de su construcción. El astrolabio sirve para un total de 11 latitudes, diez de ellas mediante las cinco láminas grabadas por ambas caras y la undécima grabada en el fondo de la caja «madre». Las latitudes son las siguientes:
- Lámina 1a: latitud 22° (Meca)
- Lámina 1b: latitud 25° (Medina)
- Lámina 2a: latitud 30° (El Cairo y otras ciudades de similar latitud)
- Lámina 2b: latitud 38° 20' (Córdoba, Murcia y otras ciudades)
- Lámina 3a: latitud 32° (Al Kufra y otras ciudades de similar latitud)
- Lámina 3b: latitud 37º 30' (Sevilla, Málaga, Granada y otras ciudades)
- Lámina 4a: latitud 33º 10' (Bagdad, Damasco, Fez y otras ciudades)
- Lámina 4b: latitud 36° 30' (Almería, Algeciras y otras ciudades)
- Lámina 5a: latitud 39° 52' (Toledo, Madrid y otras ciudades)
- Lámina 5b: latitud 41° 30' (Zaragoza, Calatayud y otras ciudades)
- Fondo de la «madre»: latitud 35° 30' (Mosul, Ceuta y otras ciudades)